# تپه موسییی
تپه موسایی تپه‌ای تاریخی مربوط به عصر مس - هزاره اول قبل از میلاد است و در شهرستان تکاب، بخش مرکزی، دهستان انصار، روستای سبیل واقع شده و این اثر در تاریخ ۷ اسفند ۱۳۸۵ با شمارهٔ ثبت ۱۷۷۶۳ به‌عنوان یکی از آثار ملی ایران به ثبت رسیده است.